# Virbia strigata
Virbia strigata là một loài bướm đêm thuộc phân họ Arctiinae, họ Erebidae.